# Hyunjin
Hwang Hyun-jin (tiếng Hàn: 황현진; Hanja: 黄铉辰; sinh ngày 20 tháng 3 năm 2000), thường được biết đến với nghệ danh Hyunjin, là một nam ca sĩ, nhạc sĩ, rapper, vũ công, người mẫu, MC người Hàn Quốc. Anh đảm nhiệm vị trí nhảy chính, rap dẫn và hát phụ của nhóm nhạc nam Stray Kids dưới trướng công ty JYP Entertainment. Hyunjin được tạp chí W Korea gọi là "một trong những người đẹp trai nhất của nền công nghiệp giải trí".

## Tiểu sử
Hyunjin sinh ngày 20 tháng 3 năm 2000 tại Seongnae-dong, Seoul, Hàn Quốc, là con một trong gia đình. Hồi còn nhỏ, anh từng sinh sống và học mẫu giáo một thời gian ở Las Vegas.
Hyunjin được nhân viên của JYP phát hiện trong một lần đi mua sắm cùng mẹ. Họ đưa anh tấm danh thiếp kèm theo lời đề nghị casting. Ban đầu Hyunjin nghĩ rằng tất cả chỉ là một trò lừa đảo. Phải cho đến khi trở về nhà và tra cứu thông tin, anh mới biết đó là một trong ba công ty giải trí hàng đầu Hàn Quốc JYP Entertainment. Sau đó anh gia nhập JYP Entertainment và thực tập tại đó khoảng 2 năm trước khi ra mắt.
Hyunjin học múa thực tế tại Trường Trung học Biểu diễn Nghệ thuật Seoul, nơi anh được bạn bè ưu ái gọi với biệt danh "hoàng tử SOPA" bởi ngoại hình đỉnh cao cùng tính cách thân thiện. Anh tốt nghiệp cấp ba vào tháng 2 năm 2019 và hiện đang theo học ngành Tiếng Anh Thực Hành tại Global Cyber University ở Cheonan. 
Hyunjin có một chú cún tên là Kkami. 

## Sự nghiệp

### 2017: Trước khi ra mắt
Hyunjin đã tham gia chương trình truyền hình thực tế sống còn của JYP kết hợp với Mnet với tên gọi Stray Kids, phát sóng tập đầu tiên vào ngày 17 tháng 10 năm 2017. Đây là dự án ra mắt nhóm nhạc mới đầu tiên kể từ Sixteen năm 2015 của công ty. Vào ngày 7 tháng 10, trước khi chương trình công chiếu, các thành viên đã tung một video âm nhạc cho đĩa đơn đầu tay mang tên Hellevator, thể hiện phong cách âm nhạc hoàn toàn khác biệt so với các nhóm nam trước đây của JYP. Hellevator là sự kết hợp giữa "hell" và "elevator", ý nói rằng Stray Kids, những đứa trẻ sau khi quyết định rời khỏi nhà để đi tìm kiếm giấc mơ khát vọng của bản thân, sẽ đạt được thành công thông qua quãng thời gian khó khăn cùng tất cả sự nỗ lực. Phiên bản đầy đủ dự kiến phát hành vào ngày 3 tháng 10 nhưng đã bị dời lại sang ngày 6. Vài ngày sau, hình ảnh teaser của anh cùng các thành viên khác lần lượt được công bố. Ngày 19 tháng 12, chương trình kết thúc với tất cả các thành viên đều được ra mắt. Tên nhóm được lấy cùng với tên của chương trình, Stray Kids.

### 2018: Ra mắt cùng Stray Kids, tour lưu diễn thế giới và thành công đột phá
Ngày 8 tháng 1, Stray Kids cho ra mắt đĩa mở rộng Mixtape bao gồm 7 bài hát mà nhóm đã biểu diễn trong chương trình và được đồng sáng tác bởi các thành viên. Mixtape cũng giành được vị trí thứ hai trên bảng xếp hạng album của Gaon và Billboard, bán được 45,249 bản trong tháng 1. Nhóm xếp hạng 1 trong "Top 5 nghệ sĩ K-pop đáng chú ý nhất năm 2018" theo Billboard.
Ngày 26 tháng 3, Stray Kids chính thức phát hành mini-album đầu tiên I Am Not với bài hát chủ đề "District 9", mở đầu chuỗi series "I Am" của năm 2018. I Am Not đứng vị trí thứ tư trên bảng xếp hạng album của Gaon và bán được 54,733 bản vào tháng 3. Lượng người xem của District 9 đạt ngưỡng 4,27 triệu chỉ sau 24 giờ phát hành, trở thành nhóm nhạc Hàn Quốc sở hữu số lượt xem cao nhất trong ngày đầu tiên cho MV đầu tay thời điểm đó. Album I Am Not cũng xuất hiện trên bảng xếp hạng album iTunes tại 10 quốc gia (Đài Loan, Canada, Argentina, Chile, Peru, Phần Lan, Indonesia, Malaysia, Singapore và Thái Lan).

### 2023: Trở thành đại sứ thương hiệu toàn cầu củaVersace
Tháng năm, Hyunjin đã có mặt tại show diễn thời trang La Vacanza của Versace, tổ chức ở Cannes cùng giai đoạn với Liên hoan phim Cannes. Anh là một trong 60 khách mời duy nhất tại show diễn, dự tiệc cùng rapper người Mỹ Future, nữ diễn viên Simone Ashley và ca sĩ Troye Sivan. Lúc này, các fan hâm mộ đã đặt nghi vấn trước màn bắt tay giữa thương hiệu Ý và nam thần tượng, nhưng thông tin chưa được xác thực.
Sau đó, Hyunjin tham dự lễ khai mạc cửa hàng của Versace tại Seoul vào tháng 6. Chứng kiến tần suất xuất hiện của Hyunjin tại những sự kiện quan trọng của Versace, giới truyền thông đã không ngừng đặt hoài nghi, đồn đoán.
Và rồi, điều đó đã trở thành sự thật. Ngày 20 tháng 7, Versace chính thức tuyên bố, Hyunjin là đại sứ thương hiệu toàn cầu của hãng. 
Bà Donatella Versace - giám đốc điều hành của hãng cho biết:
“Tôi rất vui khi Hyunjin gia nhập gia đình Versace. Tôi liên tục được truyền cảm hứng bởi những tiếng nói mới xác định nền văn hóa trên khắp thế giới và đối với tôi, Hyunjin có nguồn năng lượng mới và sự sáng tạo tuyệt vời. Tôi yêu sự tự tin và tự do ngôn luận của anh ấy. Anh ấy là một người đàn ông Versace đích thực.”

## Người mẫu tạp chí
| Năm  | Tạp chí            | Số phát hành    | Ghi chú                   |
| ---- | ------------------ | --------------- | ------------------------- |
| 2018 | The Star           | Tháng 5         | Với Stray Kids            |
| 2018 | 10+ STAR Korea     | Tháng 5         | Với Stray Kids            |
| 2018 | CéCi Korea         | Tháng 7         | Với Lee Know              |
| 2018 | Dazed Korea        | Tháng 8         | Với I.N                   |
| 2018 | Nylon Korea        | Tháng 10        | Với Stray Kids            |
| 2018 | Dazed Korea        | Tháng 11        | Với Stray Kids            |
| 2019 | Dazed Korea        | Tháng 2         | Với Stray Kids            |
| 2019 | Marie Claire Korea | Tháng 4         | Với Stray Kids            |
| 2019 | 1st Look           | Tháng 5         | Với Stray Kids            |
| 2019 | Dazed Korea        | Tháng 8         | Với Stray Kids            |
| 2019 | MXI x Kwave        | Số 5            | Với Stray Kids            |
| 2020 | Nylon guys Japan   | Tháng 2         | Với Stray Kids            |
| 2020 | Star1 x MISSHA     | Tháng 2         | Với Felix                 |
| 2020 | SHEL'TTER Japan    | Tháng 3         | Với Stray Kids            |
| 2020 | JJ Japan           | Tháng 4         | Với Stray Kids            |
| 2020 | Arena Homme+ Korea | Tháng 4         | Với Lee Know              |
| 2020 | RAY Japan          | Tháng 5         | Với Stray Kids            |
| 2020 | Barfout! Japan     | Tháng 6/Vol.297 | Với Stray Kids            |
| 2020 | Singles Korea      | Tháng 9         | Với Stray Kids            |
| 2020 | Vogue Korea        | Tháng 10        | Với Stray Kids            |
| 2020 | CUT Japan          | Tháng 11        | Với Stray Kids            |
| 2020 | Mini Japan         | Tháng 12        | Với Stray Kids            |
| 2020 | CanCam Japan       | Tháng 12        | Với Stray Kids            |
| 2020 | Nikkei Japan       | Tháng 12        | Với Stray Kids            |
| 2020 | Dazed Korea        | Tháng 12        | Với Felix                 |
| 2021 | ELLE Korea         | Tháng 1         | Với Bang Chan, Han, Felix |
| 2021 | Arena Homme+ Korea | Tháng 2         | Với Felix                 |
| 2021 | W Korea            | Tháng 7         | Với Stray Kids            |
| 2021 | Singles Korea      | Tháng 10        | Với Stray Kids            |
| 2021 | Marie Claire Korea | Tháng 12        | Solo                      |
| 2022 | DAZED Korea        | Tháng 2         | Solo                      |
| 2023 | ESQUIRE Korea      | Tháng 6         | Solo                      |

## Danh sách phim và video

#### Web drama
| Năm  | Kênh     | Tên      | Tập   | Vai trò   | Ghi chú |
| ---- | -------- | -------- | ----- | --------- | ------- |
| 2019 | Playlist | A-TEEN 2 | EP.16 | Khách mời | Với I.N |

#### Vlog
| Phát hành  | Tiêu đề                                                     | Ghi chú                         |
| ---------- | ----------------------------------------------------------- | ------------------------------- |
| 26/02/2020 | [SKZ VLOG] Hyunjin : 현이, 지독한 짝사랑                    | [ 27 ]                          |
| 14/08/2020 | [SKZ VLOG] Hyunjin : Hyun.e's Holiday with 까미             | Cùng với Kkami                  |
| 10/12/2020 | [SKZ VLOG] Hyunjin : Hyun.e's Holiday 2                     | [ 29 ]                          |
| 21/07/2021 | Ep.03 베까왕 \| [SKZ SONG CAMP] Howl in Harmony             | Cùng với Bang Chan              |
| 09/10/2021 | [SKZ VLOG] Hyunjin : Hyun.e's Holiday with 까미 3           | Cùng với Kkami                  |
| 20/01/2022 | [SKZ VLOG] Hyunjin : Hyun.e's Holiday 4                     | [ 32 ]                          |
| 12/09/2022 | [SKZ VLOG] Hyunjin : Hyun.e's Holiday 5                     | [ 33 ]                          |
| 31/03/2023 | [RACHA LOG] Ep.02 방황한 : Bang Chan X Hyunjin X HAN        | Cùng với Bang Chan, HAN         |
| 07/04/2023 | [SKZ VLOG] Hyunjin : Hyun.e's Holiday 6                     | [ 35 ]                          |
| 17/06/2023 | [RACHA LOG] Ep.04 탄수라차 : Hyunjin X Seungmin X I.N       | Cùng với Seungmin, I.N          |
| 22/07/2023 | [SKZ VLOG] Hyunjin & Seungmin & I.N : 탄수 Vlog in Busan    | Ở Busan, cùng với Seungmin, I.N |
| 12/09/2023 | [SKZ VLOG] Hyunjin : Hyun.e's Holiday 7                     | Ở Pháp                          |
| 05/01/2024 | [RACHA LOG] Ep.08 공공즈 : Hyunjin X HAN X Felix X Seungmin | Với HAN, Felix, Seungmin        |
| 02/02/2024 | [RACHA LOG] Ep.09 뽀짝만두 : Hyunjin X Felix X I.N          | Với Felix, I.N                  |
| 19/03/2024 | [SKZ VLOG] Hyunjin : Hyun.e's Holiday 8                     | Ở Ý                             |

## Danh sách chương trình

#### Chương trình thực tế
| Năm  | Kênh | Tên        | Phát sóng                 | Ghi chú |
| ---- | ---- | ---------- | ------------------------- | ------- |
| 2017 | Mnet | Stray Kids | 17 tháng 10 - 19 tháng 12 | [ 42 ]  |

#### Chương trình truyền hình
| Năm         | Kênh | Tên              | Vai trò     | Ghi chú                  |
| ----------- | ---- | ---------------- | ----------- | ------------------------ |
| 2019        | SBS  | Inkigayo         | MC đặc biệt | 20 tháng 1 - 3 tháng 2   |
| 2019 - 2021 | MBC  | Show! Music Core | MC cố định  | Với Mina, Chani và Minju |